# فرانکونیا (نیوهمپشایر)
فرانکونیا (به انگلیسی: Franconia) یک منطقهٔ مسکونی در ایالات متحده آمریکا است که در شهرستان گرافتن، نیوهمپشایر واقع شده‌است. فرانکونیا ۱۷۰٫۵ کیلومتر مربع مساحت و ۱٬۰۸۳ نفر جمعیت دارد و ۲۸۲٫۸۶ متر بالاتر از سطح دریا واقع شده‌است.